# アンリ1世 (ブラバント公)
アンリ1世（Henri Ier, 1165年 - 1235年9月5日）は、ブラバント公（在位：1184年 - 1235年）。父はルーヴェン伯兼下ロレーヌ公ゴドフロワ8世（7世とも）、母はリンブルク公ハインリヒ2世の娘マルガレーテ。

## 生涯
1184年、神聖ローマ皇帝フリードリヒ1世にブラバント公の称号を与えられ、ブラバント公国を創設した（父も共同統治）。1185年にスヘルトーヘンボスを自治都市に指定、繁栄の基礎を築いた。1190年の父の死により下ロレーヌ公爵位も相続した（但し、実権の伴わない名誉職）。神聖ローマ帝国の内乱ではオットー4世を支持、娘マリアを娶わせたが、1214年、ブーヴィーヌの戦いに参戦して敗北、フリードリヒ2世に降伏した。1234年に婿のホラント伯フロリス4世と共にブレーメンへ遠征した。
1235年、ケルンで死去。遺体はルーヴェンの聖ペテロ教会へ埋葬された。

## 子女
1179年、ブローニュ伯マチュー・ダルザスと女伯マリーの娘マティルドと結婚、6人の子が生まれた。
1. マリー（1190年 - 1260年） - 神聖ローマ皇帝オットー4世と結婚、死別後ホラント伯ウィレム1世と再婚。
2. アデライード（1190年 - 1265年） - ブローニュ女伯。ルース伯アルヌール3世（en）と結婚、次いでオーヴェルニュ伯ギヨーム10世と再婚。
3. マルグリット（1192年 - 1231年） - ゲルデルン伯ゲルハルト3世と結婚。
4. マティルド（1200年 - 1267年） - ライン宮中伯ハインリヒ6世と結婚、死別後ホラント伯フロリス4世と再婚。
5. アンリ2世（1207年 - 1248年）
6. ジョフロワ（1209年 - 1253年） - ガースベーク領主

1213年にフランス王フィリップ2世とアニェス・ド・メラニーの娘マリーと再婚、2人の子が生まれた。
1. エリーザベト（? - 1272年） - クレーフェ伯・ディンスラーケン領主ディートリヒと結婚、次いでヴァッセンベルク伯ゲルハルト2世と再婚。
2. マリー - 早世